# Garchy
Garchy és un municipi francès, situat al departament del Nièvre i a la regió de Borgonya - Franc Comtat. L'any 2007 tenia 417 habitants.

## Demografia

### Població
El 2007 la població de fet de Garchy era de 417 persones. Hi havia 200 famílies, de les quals 72 eren unipersonals (36 homes vivint sols i 36 dones vivint soles), 80 parelles sense fills, 44 parelles amb fills i 4 famílies monoparentals amb fills.
La població ha evolucionat segons el següent gràfic:
Habitants censats

### Habitatges
El 2007 hi havia 349 habitatges, 200 eren l'habitatge principal de la família, 120 eren segones residències i 29 estaven desocupats. 339 eren cases i 4 eren apartaments. Dels 200 habitatges principals, 177 estaven ocupats pels seus propietaris, 14 estaven llogats i ocupats pels llogaters i 9 estaven cedits a títol gratuït; 4 tenien una cambra, 20 en tenien dues, 49 en tenien tres, 56 en tenien quatre i 71 en tenien cinc o més. 152 habitatges disposaven pel capbaix d'una plaça de pàrquing. A 89 habitatges hi havia un automòbil i a 89 n'hi havia dos o més.

### Piràmide de població
La piràmide de població per edats i sexe el 2009 era:
| Homes | Edats   | Dones |
| ----- | ------- | ----- |
| 0     | 95 o +  | 0     |
| 4     | 90 a 94 | 4     |
| 8     | 85 a 89 | 16    |
| 4     | 80 a 84 | 8     |
| 16    | 75 a 79 | 12    |
| 8     | 70 a 74 | 16    |
| 20    | 65 a 69 | 16    |
| 8     | 60 a 64 | 4     |
| 12    | 55 a 59 | 4     |
| 16    | 50 a 54 | 8     |
| 12    | 45 a 49 | 12    |
| 20    | 40 a 44 | 12    |
| 8     | 35 a 39 | 20    |
| 8     | 30 a 34 | 8     |
| 12    | 25 a 29 | 8     |
| 0     | 20 a 24 | 8     |
| 0     | 15 a 19 | 12    |
| 12    | 10 a 14 | 12    |
| 8     | 5 a 9   | 0     |
| 8     | 0 a 4   | 12    |

## Economia
El 2007 la població en edat de treballar era de 244 persones, 169 eren actives i 75 eren inactives. De les 169 persones actives 156 estaven ocupades (86 homes i 70 dones) i 13 estaven aturades (7 homes i 6 dones). De les 75 persones inactives 28 estaven jubilades, 13 estaven estudiant i 34 estaven classificades com a «altres inactius».

### Ingressos
El 2009 a Garchy hi havia 200 unitats fiscals que integraven 418,5 persones, la mediana anual d'ingressos fiscals per persona era de 19.268 €.

### Activitats econòmiques
Dels 18 establiments que hi havia el 2007, 2 eren d'empreses alimentàries, 3 d'empreses de construcció, 2 d'empreses de comerç i reparació d'automòbils, 4 d'empreses de transport, 2 d'empreses d'hostatgeria i restauració, 1 d'una empresa d'informació i comunicació, 2 d'empreses de serveis i 2 d'empreses classificades com a «altres activitats de serveis».
Dels 4 establiments de servei als particulars que hi havia el 2009, 1 era un paleta, 1 guixaire pintor, 1 fusteria i 1 restaurant.
Els 2 establiments comercials que hi havia el 2009 eren fleques.
L'any 2000 a Garchy hi havia 17 explotacions agrícoles que ocupaven un total de 1.215 hectàrees.

## Equipaments sanitaris i escolars
El 2009 hi havia una escola maternal integrada dins d'un grup escolar amb les comunes properes formant una escola dispersa.

## Poblacions més properes
El següent diagrama mostra les poblacions més properes.